# Falbergshöjden
Falbergshöjden är ett naturreservat i Karlskoga kommun i Örebro län.
Området är naturskyddat sedan 2014 och är 12 hektar stort. Reservatet omfattar Falberghöjdens sydöstra sluttning och består av gammal granskog.